# 2,5-二羟基-1,4-苯醌
2,5-二羟基-1,4-苯醌是一种有机化合物，化学式C6H4O4或C6H2O2(OH)2，属于1,4-苯醌的二羟基衍生物，为平面型分子，常温常压下为黄色固体。